# Адріан Чавес
Адріан Чавес (ісп. Adrián Chávez, нар. 27 червня 1962) — мексиканський футболіст, що грав на позиції воротаря, насамперед за клуб «Америка», а також національну збірну Мексики.

## Клубна кар'єра
У дорослому футболі дебютував 1981 року виступами за команду «Атлетіко Еспаньйол», яка з наступного року повернула собі історичну назву «Некакса». 1985 року перейшов до «Леона», в якому молодого гравця також розглядали як основного голкіпера команди.
Вже за рік, у 1986, приєднався до одного з лідерів мексиканського футболу того періоду, клубу «Америка». Також відразу ставши основною опцією тренерського штабу нової команди на воротарській позиції, допоміг їй двічі поспіль, у 1988 і 1989 роках, тріумфувати у першості Мексики. У складі «Америки» вистипав протягом десяти сезонів, взявши участь у понад 300 іграх національного чемпіонату. Також протягом цього періоду тричі здобував Кубок чемпіонів КОНКАКАФ.
Сезон 1996/97 років досвідчений голкіпер провів в «Атлетіко Селая», після чого ще пограв за «Леон» та друголіговий «Крус Асуль Ідальго». остаточно завершивши кар'єру гравця у 2000 році.

## Виступи за збірну
1988 року дебютував в офіційних матчах у складі національної збірної Мексики. Викликався до національної команди протягом семи років, проте за цей час провів у її формі лише сім матчів.
Спочатку програвав конкуренцію за місце воротаря збірної Пабло Ларіосу, а з 1994 року «першим номером» мексиканської команди надовго став Хорхе Кампос. Утім 1991 року Чавес все ж захищав ворота мексиканців у трьох іграх тогорічного розіграшу Золотого кубка КОНКАКАФ, на якому вони здобули лише бронзові нагороди.
Згодом був у складі збірної на чемпіонаті світу 1994 та Кубку конфедерацій 1995 року, утім на обох цих турнірах вже залишався на лаві для запасних.

## Титули і досягнення
- Володар Кубка чемпіонів КОНКАКАФ (3):

«Америка»: 1987, 1990, 1992
- Чемпіон Мексики (2):

«Америка»: 1987/88, 1988/89
- Бронзовий призер Золотого кубка КОНКАКАФ: 1991